# Aracima serrata
Aracima serrata är en fjärilsart som beskrevs av Alfred Ernest Wileman 1911. Aracima serrata ingår i släktet Aracima och familjen mätare. Inga underarter finns listade i Catalogue of Life.